# Plethodon virginia
Plethodon virginia — вид хвостатих амфібій родини безлегеневих саламандр (Plethodontidae).

## Поширення
Вид є ендеміком США. Поширений у горах Шенандоа у штатах Вірджинія та Західна Вірджинія, де зустрічається у помірних лісах. В гори піднімається на висоту 1200 м над рівнем моря.